# 1만개의 침실들
《1만개의 침실들》(Ten Thousand Bedrooms)는 미국에서 제작된 리처드 소프 감독의 1957년  영화이다. 딘 마틴 등이 주연으로 출연하였고 조 패스터넉 등이 제작에 참여하였다.

## 출연

### 주연
- 딘 마틴
- 안나 마리아 알버게티

### 조연
- 에바 바톡
- 듀이 마틴
- 발터 슬레작
- 폴 헌레이드
- 줄스 먼신
- 마르셀 달리오
- 이블린 바든
- 리자 몬텔
- 리사 게이
- 존 아처

## 기타
- 세트: 리처드 피펄
- 세트: 에드윈 B. 윌리스
- 의상: 헬렌 로즈